# Anita Helgstedt
Eivor Anita Helgstedt  född 23 maj 1939 i Stockholm, är en tidigare svensk handbollsmålvakt, som spelade i svenska damlandslaget 1960–1971.

## Klubbkarriär
Anita Helgstedt spelade hela sin elitkarriär för klubben Kvinnliga SK Artemis som visserligen bytte namn till Stockholmspolisens IF 1970. Hon var en av de främsta svenska damhandbollsprofilerna i Sverige på 1960-talet och i en intervju i Handbollboken 1968-1969 uttryckte hon Herrar domare! Låt det vara lite hårdare tag mellan oss damer på handbollsplanen. Då hjälper ni oss att kunna hävda oss i internationella sammanhang. Spara därför på signalerna i höst. Hennes karriär före 1960 är inte känd. 1977 vann hon sitt sista SM-guld med Stockholmspolisen. 1978 vann Borlänge SM-guldet och 1979 var hon inte med i Polisens trupp, så hon slutade spela antingen 1977 eller 1978.
Anita Helgstedt vann sitt första SM-guld utomhus 1971 med Stockholmspolisen/Artemis. Hon vann sedan 4 raka SM-guld 1974–1977 med klubben.

## Landslagskarriär
Anita Helgstedt debuterade i A-landslaget mot Danmark den 5 november 1960 i Värnamo. Matchen slutade oavgjort 5-5. Hon spelade sedan 54 matcher i landslaget enligt den nya landslagsstatistiken på svensk handboll med bara 8 vunna och 43 förlorade. Sista landskampen spelade hon den 24 april 1971 i VM-kval mot Västtyskland i Lüneberg. Enligt handbollboken spelade hon 64 landskamper under sina aktiva år. Det innefattar troligen flera utomhusmatcher, som inte är med i nya statistiken, och är troligen mera nära sanningen så det är den uppgiften som ges i faktaboxen. Det bekräftas i handbollboken där Anita Helgstedt redovisas ha spelat fyra landskamper utomhus i juni 1964 i nordiska mästerskapet på Island som inte finns med i den nya statistiken.